# Trillian (software)
Trillian è un client multi-protocollo per Microsoft Windows, Mac OS X, Linux, Android, iOS e Blackberry OS creato da Cerulean Studios. Permette di collegarsi a molteplici protocolli di messaggistica istantanea da un solo client, o da un'interfaccia web apposita. Il software supporta un proprio protocollo proprietario, oltre a permettere la connessione ad altri protocolli come Facebook Messenger, Google Talk, ICQ, IRC, XMPP, Twitter, e ad account email tramite i protocolli POP3 e IMAP. Altri protocolli, come AIM, Linkedin, Skype, MSN Messenger e Yahoo! Messenger, erano disponibili in passato ma sono stati disattivati per cessazione del servizio o per il ritiro di una API pubblica.
È stato distribuito inizialmente il 1º giugno 2000 come client IRC freeware, la prima versione commerciale (Trillian Pro 1.0) fu pubblicata il 10 settembre 2002. La versione 2.0 di Trillian è uscita il 9 settembre 2003. A partire da questa versione, la versione pro del programma supporta l'uso di plugin esterni. La versione 3.0 uscì il 18 dicembre 2004. La versione attuale è la 6.1, rilasciata a partire da settembre 2017 per le varie piattaforme.
Il programma prende il nome da Trillian, un personaggio di fantascienza in Guida galattica per gli autostoppisti di Douglas Adams.